# کلارکسون (نبراسکا)
کلارکسون(به انگلیسی: Clarkson) شهری در ایالت نبراسکا کشور ایالات متحده آمریکا است که جمعیت آن در سرشماری سال ۲۰۱۰ میلادی، ۶۵۸ نفر بوده‌است.